# 대통령 특별보좌관
대통령 특별보좌관(大統領特別補佐官)은 대통령을 보좌하는 특별 보좌관이다. 대통령 보좌관 외에 대통령이 임의로 지정할 수 있으며 정원과 편제는 존재하지 않았으며, 복수 임명이 가능하였다. 장관급 또는 차관급으로 보한다.
대통령 비서실이나 대통령 보좌관과는 별도로 임명, 운영되며 대한민국 정부의 인사적체 해소 및 외부인사 영입 목적으로 설치되었다. 약칭으로는 대통령 특보 혹은 각 해당분야 직무를 넣어 OO담당 특보로도 불린다.

## 설치 배경
대통령 특보는 대통령의 각종 비서관, 보좌관 외에 특별히 대통령을 보좌하던 자문기구였다. 1970년 12월 대학교수 출신의 청와대 식구는 대통령 특별보좌관 제도가 생겨남으로써 더 늘어났다. 특별보좌관 제도는 박정희 대통령의 개인적인 구상이었다. 한반도를 둘러싼 국제환경의 급속한 변화, 1년 앞으로 다가선 대통령 및 국회의원 선거, 남북문제에 관한 새로운 정책제시 등 70년대의 과제를 앞두고 그 무렵 박대통령은 미국 백악관을 본뜬 스페셜 어시스턴트 제도의 도입을 생각하고 있었다.
백악관 특별보좌관 보다는 강력하지 못하였지만, 그러나 청와대에 상근하면서 중, 장기적인 정책수립과 대통령의 자문을 전담하는 특별보좌관제도는 1970년 12월 10일 채택되어 인선되었다. 새로 인선된 특별보좌관은 장관급 3명, 차관급 6명으로 그 가운데 6명이 저명한 대학교수들로 보해졌다. 인선은 약 1개월에 걸쳐 모 대학교 총장 등 대통령이 개인적으로 유지하고 있던 2,3개의 채널을 통해 80~90명의 인사를 추천받아 그 가운데서 학문적으로 권위가 있고 또 대통령의 정치노선에 동조하는 비교적 젊은 교수가 선정되었다.

## 역대 특별 보좌관

### 경제담당 특별보좌관
- 박진환[2], 1970년 12월 10일 ~ 1979년 12월 17일,
- 김명윤(金命潤), 1970년 12월 10일 ~ 1973년 5월 3일, 경제과학심의회의상임위원(장관급)
- 김용환(金龍煥), 1973년 5월 3일, 재경부 차관
- 신병현(申秉鉉), 1975년 5월 29일 ~ , IBRD 세계은행 이사
- 남덕우, 1979년 1월 12일 ~ 1979년 12월 17일, 국무총리
- 이기호, 2002년 4월 15일[3] ~ , 청와대 경제수석에서 전임, 복지,노동담당 특보 겸임
- 조윤제, 2003년 2월 27일 ~ 2004년 1월 6일, 서강대 교수
- 김혁규, 2004년 1월 6일 ~ 2008년 2월, 경상남도지사&국회의원
- 강만수, 2009년 8월 31일, 관세청장&통상산업부 차관&재정경제원 차관&기획재정부 장관

### 사정담당 특별보좌관
- 홍종철(洪鍾哲), 1971년 6월 3일 ~ 1974년 6월 9일, 문화공보부장관&문교부장관, 재직 중 덕소 한강에서 익사
- 신두영(申斗泳), 1974년 6월 21일 ~ ,
- 김영준(金永駿), 1976년 8월 17일 ~ 1979년 12월 16일, 대통령 사정담당비서관에서 승진
- 김영준(金永駿), 1979년 12월 17일 ~ 1980년 8월 2일,

### 민생담당 특별보좌관
- 주기환 2024년 3월 21일[4] ~ 2024년 7월 12일

### 정무담당 특별보좌관
- 함병춘(咸秉春)[5], 1970년 12월 10일 ~ 1974년 12월 31일, 주미국대사
- 장위돈(張偉敦)[6], 1970년 12월 10일 ~ 1974년 4월 3일, 주 카이로 대사
- 윤치영[7], 1971년 7월 1일 ~ 1979년 12월 9일, 내무부장관&대통령 특사&주프랑스 공사&공화당 의장서리&공화당 총재고문&서울특별시장&국정자문회의 자문위원&국정자문회의 운영위원
- 이용희(李用熙)[8], 1975년 5월 29일 ~ 1976년 5월, 서울대 교수&통일원장관
- 이홍구(李洪九), 1990년 3월 ~ 1991년 2월 28일, 서울대정치과교수&통일원장관&주영국공사
- 최영철(崔永喆), 1990년 ~ 1992년
- 서동권(徐東權), 1992년 6월 ~ 1993년 2월, 안기부장
- 김광일(金光一)
- 이강철(李康哲) 2003년 3월 25일 ~
- 김원기(金元基) 2004년 2월 3일 ~ 2004년 6월, 국회의장
- 문희상(文喜相) 2004년 3월 7일 ~ 2004년 6월, 열린우리당 의장&국회부의장
- 김두관(金斗官) 2005년 5월 16일 ~ 2006년 1월 28일, 남해군수, 경상남도지사
- 이강철(李康哲) 2006년 3월 23일 ~ 2006년 10월 26일, 청와대 시민사회수석
- 이해찬, 2006년 10월 27일 ~ , 전 국무총리
- 오영교, 2006년 10월 27일 ~ , 전 행정자치부 장관
- 조영택, 2006년 10월 27일 ~ , 전 국무조정실장
- 문재인, 2006년 10월 27일 ~ , 전 청와대 민정수석

- 주호영(朱豪英), 2015년 2월 27일 ~ 2015년 5월, 현직 국회의원
- 김재원(金在原), 2015년 2월 27일 ~ 2016년 4월, 현직 국회의원
- 윤상현(尹相現), 2015년 2월 27일 ~ 2015년 10월, 현직 국회의원

### 정책담당 특별보좌관
- 이정우 2006년 ~ 2006년 10월 26일
- 김병준 2006년 10월 27일 ~ 2008년 2월
- 강석훈 2022년 3월 16일 ~
- 김현숙 2022년 3월 16일 ~ 2022년 5월 16일

### 국제정치담당 특보
- 김경원(金瓊元)[9], 1975년 5월 29일 ~ 1979년 12월 16일, 국제정치담당, 대통령비서실장,주UN대사
- 김경원(金瓊元), 1979년 12월 17일 ~ 1980년 8월 27일, 국제정치담당, 대통령비서실장,주UN대사,

### 법률담당 특별보좌관
- 신직수(申稙秀), 1979년 1월 12일 ~ 1979년 12월 17일, 중앙정보부장

### 대외협력 특별보좌관
- 이동관(李東官), 2022년 5월 27일 ~ 2023년 8월 24일

### 교육, 문화, 체육담당 특별보좌관

#### 교육문화담당 특보
- 박종홍, 1970년 12월 10일 ~ 1976년 3월 17일, 한양대문리대학장
- 안호상, 1970년 12월 10일 ~ 1981년 4월 20일, 문교부장관 재건국민운동 중앙회 회장&사회정화 대책위원회 회장&마을금고연합회 회장&대구보건전문대학 이사장
- 최문환(崔文煥)
- 이선근(李瑄根)
- 이은상(李恩相)

#### 문화담당 특별보좌관
- 유인촌(柳仁村) 2011년 7월 21일 ~ 2013년 2월 28일, 문화체육부장관&예술의전당 이사장

#### 문화체육 특별보좌관
- 유인촌(柳仁村) 2023년 7월 6일[10] ~ 2023년 10월 6일

### 외교, 안보, 통일 특별보좌관

#### 외교안보 특별보좌관
- 김종휘(金宗輝), 1990년 3월 ~ 1991년
- 민병석(閔炳錫), 1991년 ~ 1992년
- 임종석, 2020년 7월 6일 ~
- 정의용, 2020년 7월 6일 ~

- 장호잔 2024년 8월 12일 ~

#### 외교담당 특별보좌관
- 김용식(金溶植), 1970년 12월 10일 ~ 1971년 6월 5일, UN대사&외무부장관
- 최규하(崔圭夏), 1971년 6월 6일 ~ , 외무부차관&외무부장관대리&외무부장관고문&외무부장관&국무총리서리&국무총리&대통령권한대행&대통령
- 김동조 1976년 4월 22일 ~ 1978년 6월 24일, 전 외교부장관
- 함병춘(咸秉春)[11], 1979년 1월 12일 ~ , 아웅산 묘소에서 순국
- 반기문, 2003년~2004년, 외교통상부 장관&UN대사&UN 사무총장

#### 안보담당 특별보좌관
- 김성은(金聖恩), 1968년 3월 16일 ~ , 국방부장관
- 유재흥(劉載興), 1970년 9월 2일 ~ 1970년 12월 10일, 국방담당특보
- 서종철(徐鐘喆), 1972년 9월 4일 ~ 1976년, 육군참모총장
- 박원근(朴元根), 1974년 12월 17일 ~ , 11사단20연대장&5사단장&6둔단장&합참의장&2군사령관
- 박세직(朴世直), 1976년 ~ ?, 국방부장관 비서관으로 전출
- 서종철(徐鐘喆), 1978년 4월 17일 ~ 1979년 12월 17일, 육군참모총장
- 최규선, 1998년 ~ 1999년,
- 이희원, 2010년 5월

#### 사이버안보 특별보좌관
- 임종인, 2015년 3월 ~ 2016년 2월

#### 외교안보통일 특별보좌관
- 문정인 2017년 5월 21일 ~ 2021년 2월 12일,
- 홍석현 2017년 5월 21일 ~ (해촉) ,
- 정의용 2020년 7월 3일 ~
- 임종석 2020년 7월 3일 ~

#### 특임 외교특별보좌관
- 임종석 2019년 1월 21일 ~ 2020년 7월 3일, 아랍에미리트 담당
- 한병도 2019년 1월 21일 ~ 2022년 5월 9일, 이라크담당

### 사회담당 특별보좌관
- 장동환(張東煥)[12], 1970년 12월 10일 ~ 1979년 12월 17일,
- 임방현(林芳鉉)[13], 1970년 12월 10일 ~ 1975년 12월 19일, 한국일보논설위원&청와대대변인
- 박진환[14], 1970년 12월 10일 ~ 1976년, 경제담당특보 겸임
- 장동환

- 박형준 2010년 12월 31일 ~ 2013년 2월 28일, 국회사무총장

### 국방담당 특별보좌관
- 유재흥(劉載興), 1970년 12월 10일 ~ , 안보담당특보에서 전임

### 정무담당 특별보좌관
- 이효상(李孝祥),
- 정동채(鄭東采)
- 김두관, 2005년 ~ 2006년, 남해군수&경상남도지사
- 이강철,
- 이해찬[15], 2006년 10월 27일,  , 서울시 부시장&교육부장관&국무총리
- 오영교[15], 2006년 10월 27일,  , 행정자치부 장관
- 조영택[15], 2006년 10월 27일, , 국무조정실장
- 문재인[15], 2006년 10월 27일,  , 청와대 민정수석

- 이병완, 2007년 ~ 2008년,
- 맹형규, 2009년 8월 31일, 서울방송 아나운서&대통령실정무수석&행정안전부장관

### 정책담당 특별보좌관
- 이홍구(李洪九) 1990년 3월 18일 ~ 1991년 3월, 통일부장관&주영국 대사&주미국 대사
- 박지원(朴智元), ? ~ 2002년 4월 15일[3], 대통령비서실장&국회의원&문화관광부장관
- 이정우,
- 김병준[15], 2006년 10월 27일 ~ 2008년 2월, 정책기획위원회 위원장
- 백용호, 2012년 2월 ~ 2013년 2월, 대통령실 정책실장&국세청 청장
- 박현숙, 2022년 3월 16일

### 정보담당 특별보좌관
- 오해석, 2009년 8월 31일, 한국정보처리학회장&경원대 정보대학 부총장

### 과학기술 특별보좌관
- 박찬모 2008년 7월 ~ 2009년 6월, 한국연구재단 이사장
- 이현구, 2009년 8월 31일 ~ , 서울대 교무처장&제이자동화시스템공학회장&한국화학공학회장
- 김창경, 2022년 5월 27일 ~ 2022년 6월 7일[16],  대통령비서실 과학기술비서관&교육과학기술부 제2차관&한양대 창의융합교육원 교수

#### 경제과학 특별보좌관
- 이정동, 2019년 1월 22일 ~ , 서울대학교 산업공학과 교수

### 언론담당 특별보좌관
- 정순균(鄭順均),

- 이동관, 2010년 12월 31일 ~ 2013년 2월 28일
- 이진숙, 2022년 5월 ~ 2024년 7월 30일

### 보건복지 특별보좌관
- 이기호, 2002년 4월 15일[17] ~ , 청와대 경제수석에서 전임, 경제,노동담당 특보 겸임

- 김화중 2004년 ~

### 국민통합 특별보좌관
- 김덕룡, 2008년 7월 ~ 2011년

### 한미 자유무역협정(FTA) 특보
- 한덕수[15], ~

### 통일정책특별보좌관
- 현인택, 2009년 ~ 2011년

## 같이 보기
- 대통령 보좌관
- 대통령 비서관